# Абу Махмуд аль-Худжанді
Абу Махмуд Хамід ібн аль-Хізр аль-Худжанді (перс. ابو محمود حميد بن الخضر خجندي бл. 940 — бл. 1000) — середньоазійський та перський та астроном, уродженець Худжанда (сучасний Таджикистан), працював у Реї (сучасний Іран). Як і багатьох інших відомих середньовічних персон (Авіценну, Омара Хаяма, Фірдоусі), за радянських часів аль-Худжанді вважали таджицьким ученим.

## Астрономія
За словами особисто знайомого з ним аль-Біруні, аль-Худжанді був «винятковим явищем своєї епохи у справі виготовлення астролябій та інших інструментів». Він побудував на околицях Рея відомий «Фахрієв секстант» (араб. السدس الفخري), описаний аль-Біруні у спеціальному трактаті.
Аль-Худжанді написав ряд робіт з астрономії: «Книгу про дії з астролябією „заркала“», «Книга про універсальний інструмент», «Книга про тимпан горизонтів», «Книга про визначення нахилу екліптики», «Книга про уточнення схилення і широти місцевостей», «Книга про азимут кіблы».
Аль-Худжанді працював під патронажем Буїдських емірів в обсерваторії поблизу Рея, де в 994 році він сконструював перший величезний настінний секстант, призначений для високоточного визначення нахилу осі Землі («нахилу екліптики»).
У 994 році він визначив осьовий нахил Землі рівним 23°32'19". Він зазначив, що вимірювання, проведені більш ранніми астрономами, виявили вищі значення (індіанці — 24°, Птолемей — 23° 51') і припустив, що осьовий нахил не є постійним, а зменшується. Вимірювання осьового нахилу Аль-Худжанді дали значення приблизно на 2 мінути менше за правильне. Ймовірно, це пов'язано з тим, що його важкий інструмент осідав під час спостережень.

## Математика
У «Книзі про минулі години ночі» аль-Худжанді (одночасно з Абу-ль-Вафою та Ібн Іраком) довів теорему синусів для сферичного трикутника, що дозволило спростити розв'язання низки задач сферичної астрономії, які до цього розв'язували за допомогою теореми Менелая для повного чотирикутника.
Аль-Худжанді спробував довести, що сума двох кубічних чисел не може бути кубічним числом — окремий випадок великої теореми Ферма. Цей доказ не зберігся; про нього згадує у своєму творі Ібн аль-Хусейн (Абу Джафар Мухаммед ібн аль-Хусейн, XI століття).

## Трактати
Абу Махмуд аль-Худжанді залишив 2 математичних та 6 астрономічних трактатів, які зберігаються в бібліотеках Бейрута, Каїра, Оксфорда, Парижа та Тегерана:
- «Масаіл мутафаріка хандасія» (араб. مسائل متفرقة هندسية)
- «Кітаб аль-алат аш-шаміля» (араб. كتاب الآلة الشاملة)
- «Рісала фі тасхіх аль-майл ва ард аль-балад» (араб. تصحيح الميل وعرض البلد)
- «Кітаб аль-амаль бі-з-заркала» (араб. كتاب العمل بالزرقالة)
- «Рісала ас-сафіха аль-афакія аль-мусама бі-ль-джаміа мін аль-аструлаб ва амаліх» (араб. رسالة الصفيحة الآفاقية المسماة بالجامعة من الأسطرلاب وعمله)
- «Кітаб самт аль-кібла» (араб. كتاب سمت القبلة)
- «Кітаб фі саат аль-мадія мін аль-лейл» (араб. كتاب في ساعات الماضية من الليل)

## Пам'ять
На місці «Парку дружби народів» у Худжанді 26 березня 2020 року за участю президента Емомалі Рахмона після реконструкції відкрито «Парк імені Абумахмуда Худжанді». Біля входу до парку встановлено 6,5-метровий пам'ятник аль-Худжанді. Скульптурна композиція містить телескоп. У парку створено планетарій замість знесеного раніше Худжандського планетарію імені Абумахмуда Худжанді, відкритого в 1980 році.